# József Bondor
József Bondor (* 9. Januar 1917 in Élesd, Komitat Bihar, Königreich Ungarn; † 5. Juli 1981 in Budapest) war ein ungarischer Politiker der Partei der Ungarischen Werktätigen MDP (Magyar Dolgozók Pártja) sowie schließlich der Ungarischen Sozialistischen Arbeiterpartei MSZMP (Magyar Szocialista Munkáspárt), der unter anderem zwischen 1968 und 1977 Minister für Bauwesen und Stadtentwicklung war.

## Leben

### Maurer, Parteifunktionär und Abgeordneter
Bondor absolvierte nach dem Schulbesuch eine Berufsausbildung zum Maurer und arbeitete anschließend in diesem Beruf in Rumänien. Während dieser Zeit engagierte er sich in der Gewerkschaft der Bauarbeiter und wurde auch Mitglied der Sozialdemokratischen Partei Rumäniens PSD (Partitul Social Democrat). 1945 verzog er nach Ungarn und wurde dort ebenfalls Mitglied der Sozialdemokratischen Partei MSZDP (Magyarországi Szociáldemokrata Párt). Kurz darauf wurde er Sekretär der MSZDP in Sárbogárd und danach Organisationssekretär der MSZDP-Stadtleitung von Székesfehérvár, ehe er zwischen 1947 und 1950 Sekretär der MSZDP beziehungsweise der 1948 daraus hervorgegangenen Partei der Ungarischen Werktätigen MDP (Magyar Dolgozók Pártja) im Komitat Semplin war.
Anschließend wurde Bondor 1950 Zweiter Sekretär der MDP im neu geschaffenen Komitat Borsod-Abaúj-Zemplén sowie 1951 Direktor der Tiefbaubehörde im Komitat Borsod-Abaúj-Zemplén und dann 1952 Direktor des Staatlichen Baubetriebes Josef Stalin. Während der 1950er Jahre absolvierte er ein Studium der Architektur an der Technischen Universität Budapest BME (Budapesti Műszaki Egyetem) und wurde im Oktober 1961 Chefingenieur des Stadtrates von Budapest sowie anschließend 1963 Vize-Vorsitzender des Stadtrates von Budapest und damit stellvertretender Bürgermeister.
Zwischenzeitlich wurde er am 16. November 1958 zum Abgeordneten des Parlaments (Országgyűlés) gewählt und vertrat dort zunächst die Liste der Patriotischen Volksfront HNF (Hazafias Népfront) des Komitat Fejér und danach ab dem 28. Januar 1967 die Liste der HNF von Budapest, ehe er zuletzt seit dem 15. Juni 1975 bis zu seinem Tod am 5. Juli 1981 den 1. Wahlkreis des Komitat Fejér vertrat.

### Bauminister und ZK-Mitglied
Er war zwischen dem 15. Januar 1965 und dem 22. März 1968 Vize-Minister für Bauwesen und Stadtentwicklung sowie zugleich zwischen 1965 und 1967 Leiter der Generaldirektion für Bauwesen.
Am 22. März 1968 wurde Bondor als Minister für Bauwesen und Stadtentwicklung (Építésügyi és Városfejlesztési Miniszter) in die Regierung von Ministerpräsident Jenő Fock berufen und bekleidete dieses Ministeramt auch im Kabinett von Ministerpräsident György Lázár bis zu seiner Ablösung durch Kálmán Ábrahám am 24. Juni 1977. 
Während dieser Zeit wurde er am 22. März 1975 auf dem XI. Parteikongress auch zum Mitglied des Zentralkomitees (Z) der MSZMP gewählt, dem er bis zum XII. Parteikongress am 27. März 1980 angehörte.